# Antonio García Teijeiro
Antonio García Teijeiro (Vigo, Pontevedra, 1952) és un escriptor en llengua gallega, dedicat principalment a la literatura infantil. És considerat un dels més significatius poetes per a nens en llengua gallega i part de la seva obra ha estat traduïda al castellà.

## La poesia de García Teijeiro
Antonio García Teijeiro no escriu poesia infantil com una classe particular de poesia, sinó poesia per a nens, com dirigida a una classe particular de lectors i oïdors. Considera que la poesia té un gran valor didàctic:
| « | Als nens els agrada llegir poesia, o no?: educa/afina la sensibilitat, et permet veure les coses des d'angles diversos, fomenta l'esperit crític i et fa gaudir amb la força, la màgia, la picardía de les paraules. | » |

Entre les distincions que ha rebut estan el premi Merlín, el de la CCEI i el premi europeu Pier Paolo Vergerio. Les seves obres figuren en diverses llistes prestigioses (IBBY, revista CLIJ, Premio Nacional de Literatura i "cent millors llibres del segle" de la Fundació Germán Sánchez Ruipérez]).

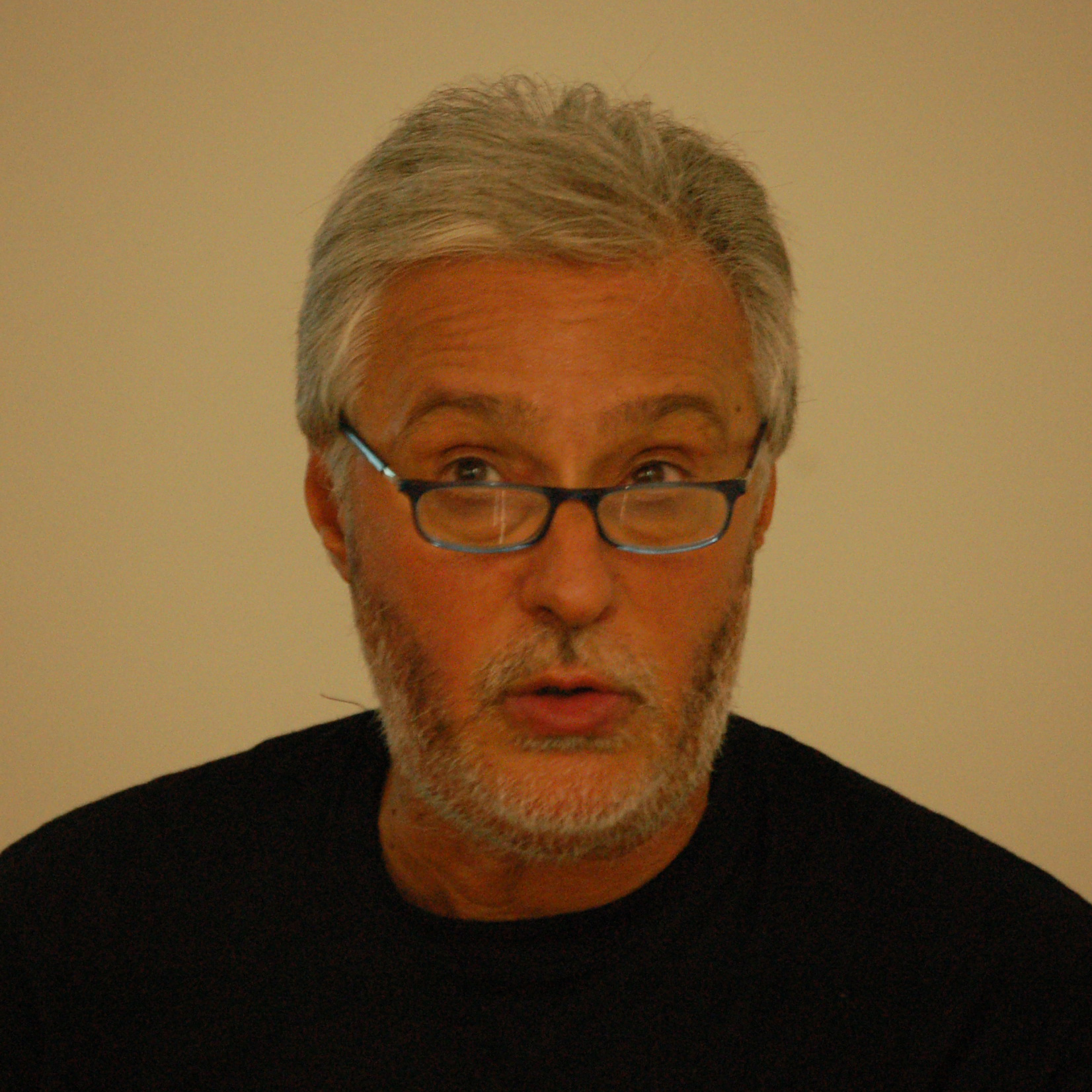

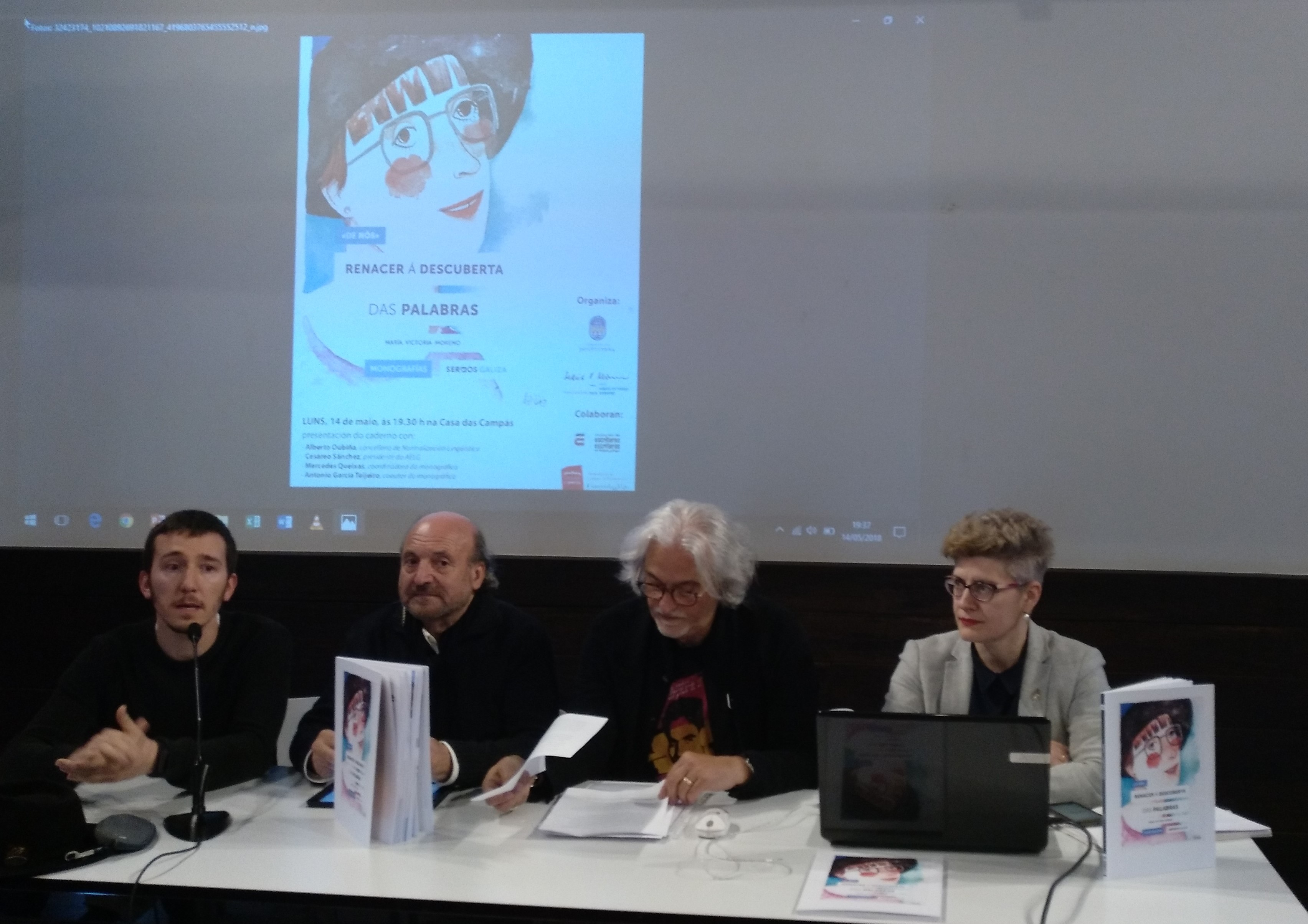
Pontevedra, 14/05/2018. Parlant sobre María Victoria Moreno

Ha participat en moviments de renovació pedagògica, i impartit diversos cursos d'animació a la lectura i creació literària. Ha traduït també obres d'altres autors, i dirigit col·leccions editorials i programes de ràdio de tema literari.

## Obres en gallec

### Poesia
- Parolando coa vixencia, 1987, edició de l'autor.
- Retorno ós lamentos, 1988, Xerais.
- Na agonía dos outonos en silencio, 1992, Edicións do Castro.
- Polo camiño do incerto, 2004, Edicións do Castro.
- Presenzas marcadas, 2007, Follas Novas.
- Arredor do teu corpo, 2008, A. C. Caldeirón.
- Poesía cromática, 2017, Belagua. Con ilustracións de Xulio García Rivas.

### Literatura infantil-juvenil
- Aloumiños, 1988, Galaxia, poemari.
- A chave dos soños, 1988, Galaxia, narrativa.
- Coplas, 1988, Galaxia, poemari.
- Nenos, 1988, Galaxia, poemari.
- Noa, 1989, Galaxia, narrativa.
- Cacarabín, cacarabón, 1991, Edelvives, poemari.
- As catro estacións, 1991, Galaxia, poemari.
- A teima de Xan, 1991, Sotelo Blanco, narrativa.
- O cabalo de cartón, 1992, Edelvives, narrativa.
- Ventos, 1992, Xerais, poemari.
- Fantasía en re maior, 1994, Edelvives, narrativa.
- Sempre quenta o sol, 1994, Alfaguara.
- Lueiro de papel, 1995, Xerais, poemari.
- Na fogueira dos versos, 1996, Xerais, poemari.
- Ó Outro lado da esquina, 1996, Bruño, narrativa.
- Ao fío da palabra, 1997.
- Fantasía en re maior, 1997, Edelvives.
- Ladrándolle á lúa: poema en prosa, 1997, Sotelo Blanco, poemari.
- Cara a un lugar sen nome, 1998, Sotelo Blanco, narrativa.
- En voz baixa, 1998, Xerais, narrativa.
- Unha chea de aloumiños, 1998, Galaxia, poemari.
- Caderno de fume, 1999, Anaya, poemari.
- Nos mares diversos, 1999.
- O que ven os ollos dos nenos, 2000, Xerais, poemari.
- Palabras envoltas en cancións, 2000, Galaxia, poemari.
- Aire sonoro, 2001, Ir Indo, poemari.
- O que ven os ollos dos nenos, 2001, Xerais, prosa poética.
- ¡Ai, canto falan as pombas que falan!, 2002, Ir Indo, poemari.
- Na agonía dos outonos en silencio, 2002, Edicións do Castro, poemari.
- Os peixes de cores, 2002, Xerais, narrativa.
- Trala liña do horizonte, 2002, Xerais, narrativa.
- Paseniño, paseniño, 2003, Everest, poemari.
- Trala liña do horizonte, 2003, Tambre, narrativa.
- Bicos na voz, 2004, Diputació de Màlaga, poemari. Edició bilingüe gallec-castellà.
- Chove nos versos, 2004, Xerais, poemari.
- A teima de Xan, 2005, Galaxia, narrativa.
- Cando caen as follas, 2006, Everest, poesia.
- Á sombra do lueiro de papel, 2007, Everest, poesia.
- Honorato, o rato namorado, 2007, Xerais, narrativa.
- Os peixes de cores, 2007, Xerais, narrativa.
- Petando nas portas de Dylan, 2007, Galaxia, poemari.
- Bolboretas no papel, 2008, Tambre, poemari.
- As palabras están a mirarse arredor da mesa, 2009, Everest, poemari.
- Cos ollos na Lúa, 2010, Everest, narrativa.
- Recendos de aire sonoro, 2011, Xerais, poemari.
- Verbas de sal, 2011, Xerais, narrativa.
- Un rato díxolle á lúa, 2013, Xerais, poemari.
- Palabras do mar, 2016, Embora, narrativa.
- Poemar o mar, 2016, Xerais, poemari.
- Raiolas de sol, 2016, Galaxia, narrativa.

### Assaig
- O libro na escola, as bibliotecas escolares e de aula, 1989, Xunta de Galicia.
- Disfrutar escribindo: a narración e a poesía nas aulas, 1990, Galaxia.
- O delfín vermello I e II. Proposta didáctica, 1992.
- A poesía necesaria, 2009, Galaxia.

### Traduccions
- Onde está Wally?, de Martin Handford, 1991, Ediciones B.[6]

### Edicions
- Celso Emilio Ferreiro para nenos, 1988, Ediciones de la Torre, Madrid.
- Antoloxía, de Celso Emilio Ferreiro, 1989, Xerais.
- Os nosos versos: antoloxia, 1997, Xerais.
- Nos mares diversos, 1999, UCETAG.

## Obra en castellà
- Versos de agua, 1989, Edelvives, poemari.
- Volando por las palabras, 1992, Edelvives, poemari.
- Al hilo de la palabra, 1997, UCETAG, poemari.
- Todo es soñar, 2006, Brosquil, poemari.
- Versos con alas, 2006, Bellaterra, poemari.
- Viene el río recitando, 2008, Algar, poemari.

## Premis
- Premi Merlín de 1996, per Na fogueira dos versos.
- Llista d'Honor de l'IBBY de 1998, per Na fogueira dos versos.
- Premi Pier Paolo Vergerio de 1998, per Na fogueira dos versos.
- Premi Nacional de literatura infantil i juvenil de 2017, per Poemar o mar.